# White Rock
White Rock é uma cidade do Canadá, província de Colúmbia Britânica, e localizado a 45 km de Vancouver, e a 5 minutos da fronteira canadense com os Estados Unidos. Sua população é de aproximadamente 18,250 habitantes (do censo nacional de 2001). Carrega esse nome pois, em sua praia mais importante, há uma grande pedra branca.